# Аллен, Джоэл Азаф
Джоэл Азаф Аллен (англ. Joel Asaph Allen; 19 июля 1838 — 29 августа 1921) — американский орнитолог и териолог. Известен своим значительным вкладом в изучение дикой природы Северной Америки, работой по классификации и изучению птиц и млекопитающих, помощью в введению в научную номенклатуру концепции подвидов. В дополнение к научной работе оказал влияние на формирование ранних усилий по сохранению природы, внёс вклад в создание Американского орнитологического общества, был его первым президентом.
Карьера учёного тесно связана с двумя музеями: Музеем сравнительной зоологии при Гарвардском университете и Американским музеем естественной истории в Нью-Йорке. Член Американской академии искусств и наук (1871), Национальной академии наук США (1876) и Американского философского общества (1878).

## Детские и юношеские годы
Родился в Спрингфилде (штат Массачусетс, США), в семье фермеров Джоэла Аллена (Joel Allen) и Харриет Трамбулл (Harriet Trumbull). Семья была религиозной и придерживалась пуританских взглядов, строго соблюдая все церковные обряды. Поначалу работа на ферме казалась мальчику привлекательной, однако в возрасте примерно четырнадцати лет у него появилось желание узнать больше о животном и растительном мире, почве, камнях, меняющихся явлениях неба и воздуха. Особенно его занимали птицы, лишь немногих из которых его окружение могло назвать по именам. Используя подаренное отцом ружьё, Джоэл стал отстреливать, измерять, взвешивать и описывать в своём блокноте встреченных им птиц, попутно присваивая им собственные названия.
Попавшие в руки книги — «Американская орнитология» Александра Вильсона, произведения Томаса Наттолла и Джона Одюбона — открыли юноше новый мир птиц, о котором в местной общине не говорили. Интерес к семейному бизнесу ещё более снизился после знакомства с «Царством животных» французского натуралиста Жоржа Кювье, и при дальнейшем обучении в Академии Уилбрахама (Wilbraham & Monson Academy) в 1858—1862 годах Джоэл уже ориентировался на естественные науки, выбирая для себя интересовавшие его предметы: физиологию, философию, ботанику, химию, астрономию, риторику, алгебру, французский и немецкий языки. Преподаватель естественных наук Оливер Марси стал наставником мальчика и в 1858 году представил одно из его сочинений, трёхмесячный отчёт из погодного журнала, в издании New England Farmer. В следующем, 1859 году, а журнале появились уже двадцать пять статей Джоэла, посвящённые птицам Новой Англии.
В течение 1859—1861 годов Джоэл собрал внушительную коллекцию животных, которых только смог добыть в окрестностях своего дома. В ней были представлены чучела около 300 птиц, представляющих 100 видов; чучела млекопитающих; заспиртованные образцы земноводных, пресмыкающихся и рыб; несколько сотен насекомых и моллюсков. Записные книжки юноши содержали описания разнообразных атмосферных явлений: перистые облака, гало, необычные последствия штормового ветра, полярные сияния, форма снежных кристаллов и т. п..

## Музей сравнительной зоологии
В школе Джоэл подружился с Уильямом Найлзом, племянником своего наставника Оливера Марси, и когда Найлз подал заявление в Научную школу Лоуренса при Гарвардском университете в Кембридже, чтобы стать учеником Луи Агассиса, Аллен решил сделать то же самое. Обучение требовало денег, и Аллену пришлось продать свою биологическую коллекцию, чтобы не стеснять своего отца, на тот момент обременённого долгами.
Аллен проучился в заведении два с половиной года в 1862—1864 годах, изучая сначала кораллы, а затем птиц. Исследуя организмы в лаборатории основанного Агассисом Музея сравнительной зоологии, он уже после первого семестра начал каталогизировать коллекцию находящихся там птиц, которая на тот момент состояла из менее чем трёх тысяч образцов североамериканских видов. Эта работа в дальнейшем помогла ему в быстром определении видов даже при плохом освещении и размытой окраске. Когда музейный куратор коллекций птиц и млекопитающих Эддисон Веррилл в 1864 году уволился, чтобы продолжить обучение в Йельском университете, Аллен занял его место.
Помимо занятий в биолаборатории Агассиса, Джоэл также прослушал курс лекций сравнительной анатомии Джеффриса Уаймана, курс физики Джозефа Ловеринга, курс химии Джосайи Кука и курс ботаники Эйсы Грея.
Обучаясь и работая в музее, Аллен регулярно обращался с просьбами о пожертвованиях образцов, покупал и обменивался ими с коллекционерами. Он также сам активно собирал экспонаты в Массачусетсе, Нью-Йорке, Бразилии, на Среднем Западе, во Флориде, на Великих равнинах и в Скалистых горах, а также в долине Йеллоустона. Благодаря усилиям Аллена к 1885 году коллекция птиц в Музее сравнительной зоологии достигла 33 тыс. образцов, включая шкурки, скелеты и заспиртованные экземпляры.

### Первые экспедиции
В 1865 году Аллен получил приглашение профессора присоединиться к его экспедиции в Бразилию, чтобы помимо прочего найти там следы исчезнувших ледников. Группа состояла из шестнадцати человек. Часть группы, куда вошёл Джоэл, караваном проследовала из муниципалитета Жуис-ди-Фора к верховьям реки Риу-дас-Вельяс (штат Минас-Жерайс), откуда на каноэ спустилась до места её впадения в Сан-Франсиску и далее по этой реке до муниципалитета Жануария. Хронические проблемы с пищеварением не позволили Аллену продолжить путешествие вместе со всеми по заранее запланированному маршруту, и он отделился от основной группы, захватив с собой ящики с собранным экспедицией биологическим материалом (шкурки млекопитающих и птиц, ёмкости с заспиртованными рыбами, рептилиями и моллюсками, образцы минералов). В Шики-Шики Аллен присоединился к вьючному каравану, следующему к побережью в штате Баия. На пути в Бостон бригантина, на которой плыл Аллен, попала в шторм и несколько дней ремонтировалась на острове Сент-Томас, где исследователю собрать небольшую коллекцию местной фауны.
Из-за болезни Аллен решил оставить карьеру натуралиста и вернуться на ферму. Однако со временем его здоровье улучшилось, и в 1867 году он самостоятельно совершил поездку на Средний Запад, куда переселились его родственники по линии матери. Исследователь собирал образцы животных и растений в районе залива Содус-Бэй на озере Онтарио, в окрестностях города Ричмонд (в Индиане), на севере Иллинойса и юго-западе Айовы. Собранный материал, часть из которого был заранее заказан, позволил окупить поездку. Аллен вернулся в Гарвардский музей, где проработал следующие восемнадцати лет.
Зимой 1868—1869 годов учёный провёл трёхмесячное исследование безлюдной местности в восточной Флориде в районе реки Сент-Джонс южнее Джексонвилла. Результаты поездки были опубликованы в статье «О млекопитающих и зимних птицах Восточной Флориды» (1871) в «Бюллетене» Музея сравнительной зоологии.

### Экспедиция на Великие равнины и в Скалистые горы
С апреля 1871 по январь 1872 годах Аллен в интересах музея совершил экспедицию на Великие равнины и в Скалистые горы, целью которой было заявлено сбор материала, представляющего фауну этих регионов. Путешественника сопровождали два помощника, научных сотрудника музея — Ричард Блисс и Калеб Беннетт.

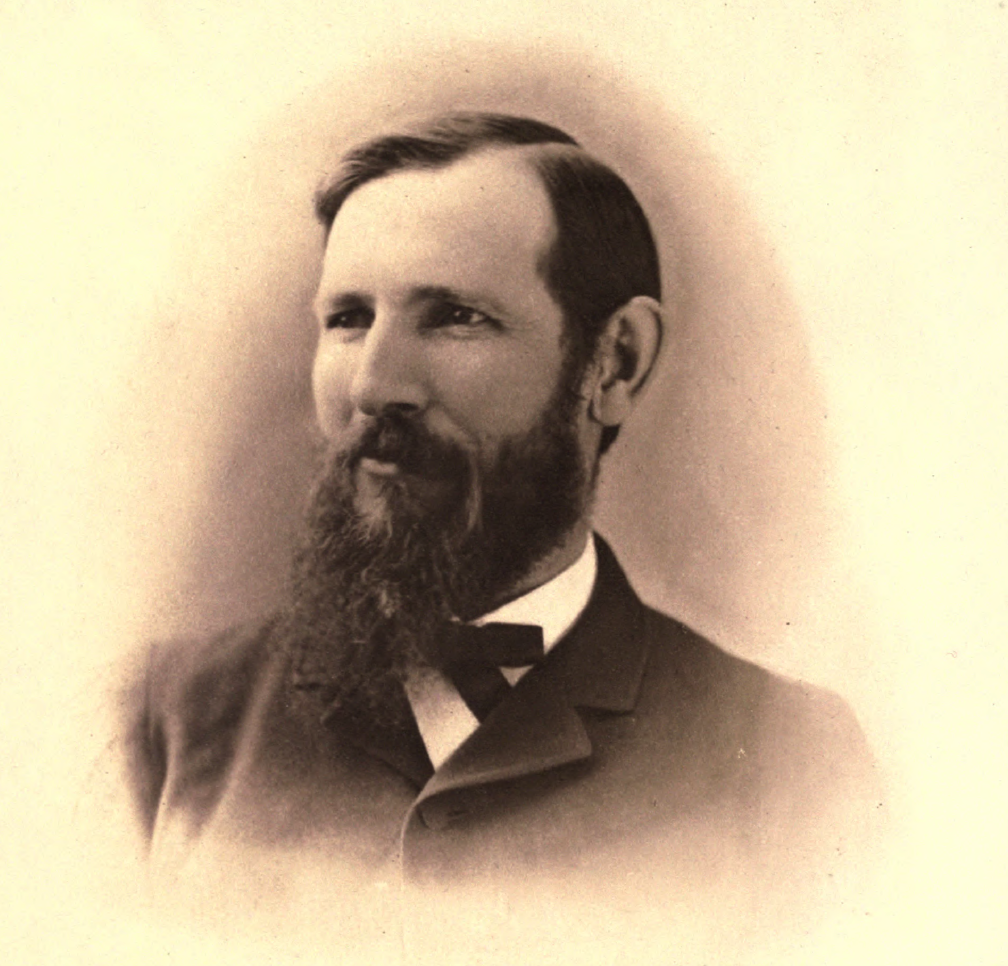
Портрет Аллена около 1885 года

Изыскания были произведены в отдельных локациях в промежутке между канзасским городом Левенуэрт на реке Миссури и Большим Солёным озером в штате Юта. В Канзасе из-за частых конфликтов с индейцами исследователям на месте предоставили транспорт и вооружённую охрану. В окрестностях форта Хейс экспедиторы охотились на бизонов, добыв в общей сложности 14 полных скелетов особей разного пола и возраста, несколько черепов, а также шкуры и скелеты телят. В долине Саут-Парк в Скалистых горах Аллен обнаружил новый вид птиц — бурошапочного горного вьюрка и новый вид пищухи Ochotona saxatilis (позже, при введении триноминальной номенклатуры, признан подвидом американской пищухи O. p. saxatilis). На северной оконечности Большого Солёного озера возле города Огден путешественники добывали шилоклювок, ходулочников, плавунчиков и других околоводных птиц. Также было поймано большое количество рыбы, моллюсков и раков. В долине реки Грин-Ривер в Вайоминге, где находится одноимённая геологическая формация, коллекторы обнаружили несколько экземпляров ископаемых рыб. В железнодорожном городке Перси в 60 милях к западу от города Ларами (Вайоминг) экспедиторы освежевали и готовили к отправке в музей дичь, которую им доставляли местные охотники — вилорогов, толсторогов, лосей, чернохвостых и белохвостых оленей, койотов, чернохвостых зайцев, американских кроликов, шалфейных тетеревов и других животных.
Результатом экспедиции стала большая коллекция животных для музея, в которую вошли более 200 шкур, 60 скелетов и 240 черепов млекопитающих; 1500 птичьих шкурок, более 100 птиц в спирте и большое количество гнезд и яиц; значительное количество рыб, как ископаемых, так и современных, а также несколько моллюсков и множество насекомых и ракообразных.

### Экспедиция в долину реки Йеллоустон
В 1870-е годы велось строительство Северной тихоокеанской железной дороги, соединившей Миннесоту с тихоокеанским побережьем на северо-западе США. Конфликт с индейцами сиу вынуждал федеральные власти предоставлять железнодорожникам военный эскорт. В 1874 году, когда геодезисты прокладывали маршрут будущей трассы на малоизученной территории Монтаны и, в частности, в районе реки Йеллоустон. Военное министерство пошло навстречу известному зоологу Спенсеру Бэрду присоединиться желающим натуралистам к вооружённому сопровождению. Одним из немногих согласившихся учёных стал Джоэл Аллен, которого на работе в этом году повысили в должности до куратора отдела зоологии позвоночных. В экспедиции Аллена, на этот раз представлявшего не только Кембриджский музей, но и Смитсоновский институт, сопровождали Калеб Беннетт (с которым он путешествовал по Великим равнинам и Скалистым горам), геолог, фотограф и художник.
В отряд вошли 1400 солдат с артиллерией и 400 гражданских служащих, сопровождаемые обозом из 800 фургонов и 1200 голов крупного рогатого скота. Группа выдвинулась 20 июня из форта Райс в Дакоте и, следуя на запад, к 15 июля достиг реки Йеллоустон. Далее отряд прошёл вдоль рек Йеллоустон и Масселшелл, после чего вернулся в исходную точку в форт Райс; длительность путешествия составила около трёх месяцев. Полевые наблюдения и сбор биоматериала обычно ограничивались линией марша, подготовка образцов — дневными часами в лагере. В пути отряд несколько раз был атакован индейцами, в результате чего несколько военнослужащих погибли в бою; в связи с опасностью от части задуманного сбора материала пришлось отказаться. Помимо добытых животных и растений, сопровождавший группу натуралистов художник создал цветные рисунки с натуры нескольких рыб, а также наброски геологических обнажений и топографических особенностей бесплодных земель.

### Сотрудничество с Геологической службой США
В 1874—1882 годы Аллен совмещал работу в Музее сравнительной зоологии и сотрудничество с Геологической службой США, для которой он писал монографии по млекопитающим и статьи в «Бюллетене» ведомства. Были опубликованы несколько научных работ, в том числе «Американские бизоны, настоящие и вымершие» («The American Bisons, Living and Extinct», 1876), «Монографии североамериканских грызунов» («Monographs of North American Rodentia», 1877), «История североамериканских ластоногих; монография моржей, морских львов, морских медведей и тюленей Северной Америки» («History of North American Pinnipeds, a Monograph of the Walruses, Sea-Lions, Sea-Bears and Seals of North America», 1880). Работа над следующей монографией, посвящённой сиренам и китообразным, была прервана болезнью автора — тяжелый приступ плеврита случился у автора в 1881 году.
С целью сменить климат Аллен в 1882 году какое-то время в Колорадо-Спрингс (штат Колорадо), где наблюдал за весенней миграцией птиц и собирал их шкурки. В 1885 году музей начал сокращать штат и Аллен, столкнувшись с перспективой возможного увольнения, принял решение уйти сам. У него было два предложения работы: в Геологической службе и в Американском музее естественной истории, из которых он выбрал второе.

## Американский музей естественной истории
С мая 1885 года Аллен работал в Американском музее естественной истории. Тридцать пять лет, c 1885 по 1920 год он занимал должность куратора Отдела орнитологии и маммалогии. В 1887—1901 годах он также возглавлял Отдел зоологии беспозвоночных, рыб и рептилий, в связи с кончиной предыдущего куратора Джозефа Холдера.

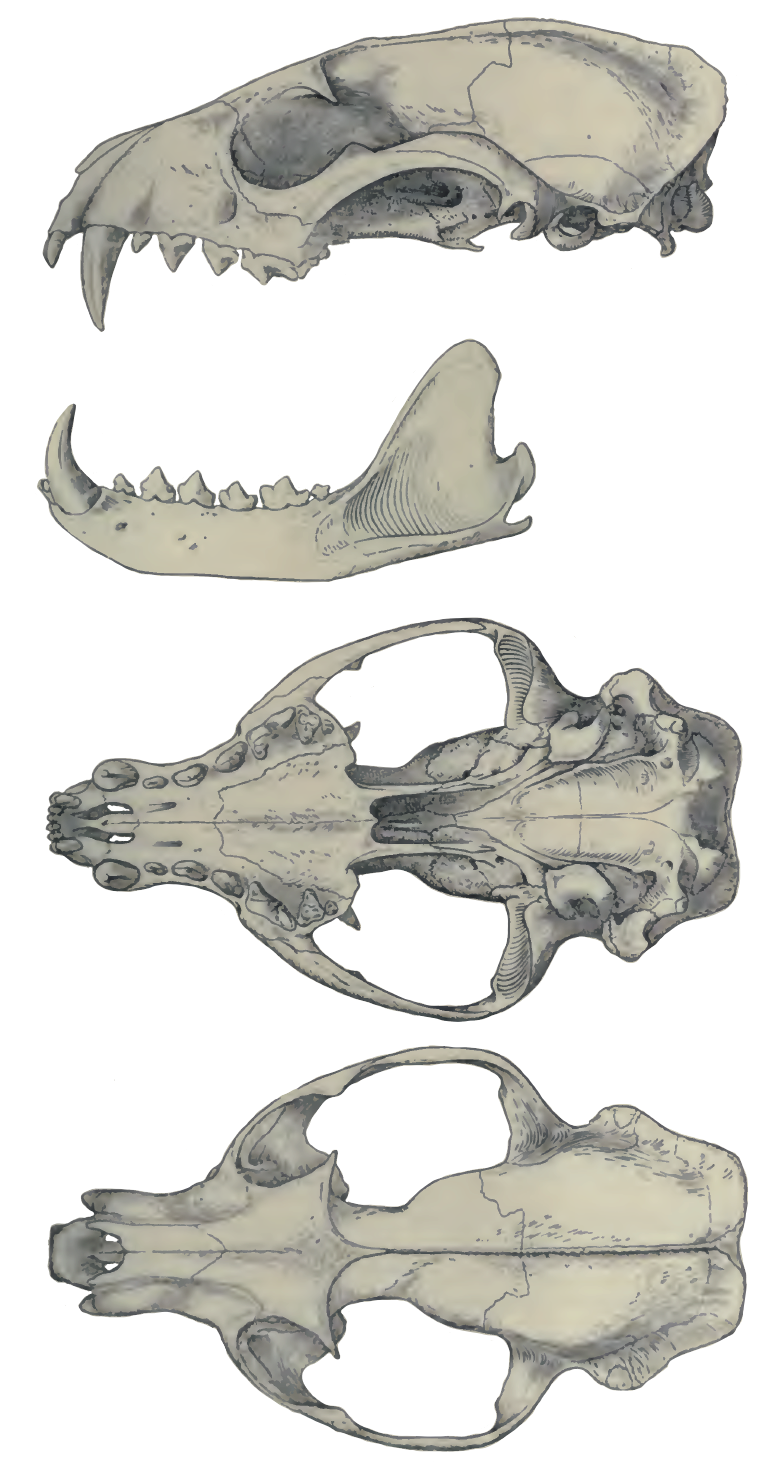
Череп пальмовой циветты. Снимок Аллена на основании материала, полученного из экспедиции Американского музея естественной истории в Конго

Первые годы работы Аллен в основном занимался инвентаризацией экспонатов и новых поступлений, обновлением этикеток. Когда он только начал работу, коллекции птиц и млекопитающих по сравнению с предыдущим местом работы были довольно скудными: около 1300 подготовленных для экспозиции скелетов и шкур млекопитающих и 13 тыс. аналогичных образцов птиц, в основном выставленных на обозрение; образцы для детального изучения за пределами залов практически отсутствовали. Уже в первом годовом отчёте он настаивал на пополнении фондов именно с целью научного исследования, и попечители пошли ему на встречу. В 1887 году были приобретены несколько крупных коллекций, в том числе из тропических регионов мира.
В 1888 году первым ассистентом Аллена стал Фрэнк Чепмен, позднее возглавивший отдел орнитологии. Если традиционно в естественнонаучных музеях экспонаты организмов выставлялись в один ряд в соответствии с их положением в биологической иерархии, то благодаря Чепмену и Аллену в музее появилась первая художественная композиция, демонстрирующая группу животных в их естественной среде обитания; ею стала диорама колонии чаек и крачек на острове Кобб у берегов Виргинии. С увеличением коллекций научный состав отдела также увеличивался; в 1915 году у Аллена было уже шесть штатных ассистентов, помимо стенографистов, внештатных офисных и полевых помощников.
Передав большую част рутинной работы своим ассистентам, Аллен сконцентрировался на описании и классификации образцов. Количество организмов в коллекции музея продолжало расти: к 1915 году количество только птичьих шкурок выросло до 130 тыс. Помимо собственных коллекций музея, в нём хранились образцы, принадлежащие частным коллекционерам. Большая часть материала хранилась в запасниках музея и использовалась в научных целях, в то время как экспонатами в общедоступных залах выступали групповые художественные композиции. Суммарное количество доступных для изучения экземпляров птиц достигло 190 тыс. — больше, чем в любом другом естественнонаучном музее мира. Аналогичная ситуация произошла с млекопитающими — за время кураторства Аллена фонд музея пополнился 50 тыс. шкур и скелетов. Материал приходил не только из регионов Северной Америки, но также из Бразилии, Эквадора, Боливии, стран Центральной Америки и Карибского бассейна, Гренландии, острова Элсмир, Сибири, Восточной и Юго-Восточной Африки, западного и северного Китая, Голландской Ост-Индии.
Результаты своих изучений Аллен публиковал в научных изданиях музея: периодическом журнале Bulletin of the American Museum of Natural History и сборнике монографий Memoirs of the American Museum of Natural History. Были опубликованы 37 статей о птицах и 150 о млекопитающих, основанные полностью или в значительной степени на музейных материалах. Помимо написания статей, Ален также занимался подготовкой вышеуказанных изданий к печати, включая корректуру.

## Американское общество орнитологов
В 1873 году девять кембриджских студентов, чей средний возраст составлял двадцать два года, организовали так называемый Орнитологический клуб Наттолла, по имени известного английского зоолога Томаса Наттолла. Три года спустя туда же был приглашён Джоэл Асаф Аллен, которому на тот момент уже исполнилось тридцать восемь лет. Будучи гораздо старше своих одноклубников, и к тому же имея большой опыт написания научных статей, Аллен быстро занял в организации лидирующую роль. Он занялся редактированием печатного издания клуба — «Бюллетеня» (Bulletin of the Nuttall Ornithological Club), и нанял своими помощниками трёх ведущих орнитологов страны — Джорджа Лоуренса (George N. Lawrence), Спенсера Бэрда и Эллиота Куэса, тем самым подняв престиж не только издания, но и организации в целом.
Одним из значимых орнитологических событий в Новой Англии во второй половине XIX века стала так называемая воробьиная война — полемика вокруг интродукции в Бостоне домового воробья, развернувшаяся в 1877—1878 годах. В этой истории «Бюллетень» сообщества, выступивший резко против данной идеи, столкнулся с противодействием сторонников интродукции в лице местного орнитолога Томаса Брюера. Благодаря Аллену, написавшему в ведущие бостонские газеты, «война» была выиграна клубом Натталла.
К 1883 году вследствие географической ограниченности клуб пришёл в упадок, и его организаторы приняли решение создать национальную организацию, разослав письма всем заинтересованным лицам. В сентябре того же года в стенах Американского музея естественной истории состоялся учредительный съезд Американского общества орнитологов, на котором Аллен был избран его первым президентом. Помимо этого был утверждён устав и созданы комитеты, а также подтверждено намерение издавать ежеквартальный журнал по орнитологии. Таким изданием в 1884 году стал журнал «The Auk», в 2021 году переименованный в «Ornithology». Аллен председательствовал в Американском обществе орнитологов с 1883 по 1890 год и занимал пост главного редактора журнала «The Auk» 27 лет, с 1884 по 1911 год.

## Научная деятельность

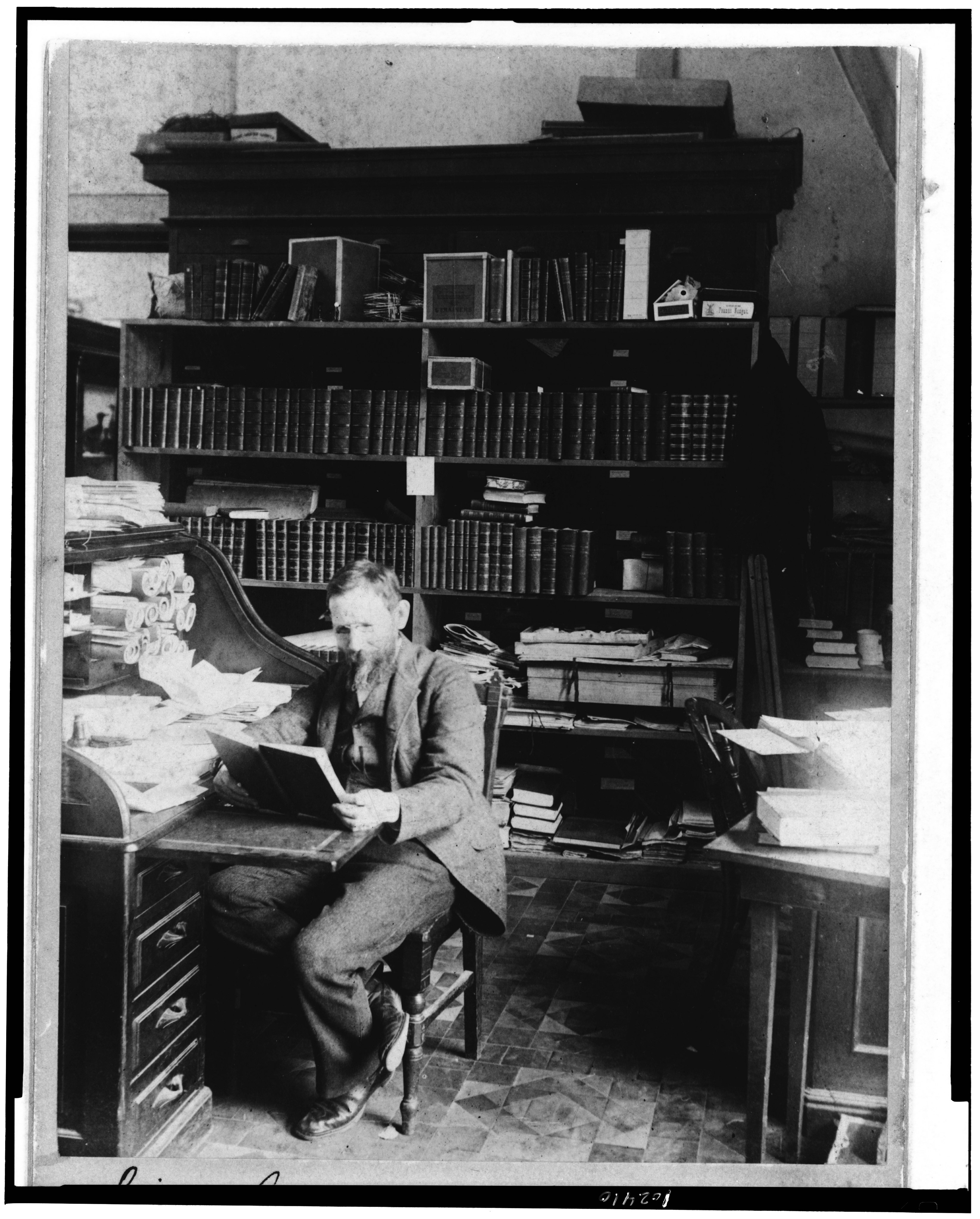
Джоэл Азаф за работой. Снимок 1890 года

Джоэл Азаф Аллен внёс существенный вклад в широкий спектр научных дисциплин, включая орнитологию, териологию, биогеографию, эволюционную биологию и экологию, а также в вопросы охраны природы. Творчество Аллена отражено в более чем 1450 названиях его библиографии. Только в журнале «The Auk» он опубликовал 643 научных статьи, а также заметки, обзоры и некрологи. 966 из этих работ посвящены птицам, 271 млекопитающим, 35 номенклатурным вопросам, 22 эволюции, 22 биогеографии, 5 пресмыкающимся. 134 статей автора представляют собой биографии других учёных. Он описал три новых рода и тридцать семь видов птиц, а также более десяти подвидов. Он также является автором 431 таксонов млекопитающих.
Работая в Международной комиссии по зоологической номенклатуре, Аллен активно продвигал триноминальная систему наименования подвидов или географических рас, при этом предостерегал от чрезмерного присвоения названий огромному количеству вариаций. В целом придерживаясь традиционного для XIX век неоламаркизма, он всё же признавал роль репродуктивной изоляции в происхождении видов. Аллен был защитником природы, понимавшим фундаментальные проблемы, связанные с человеческой деятельностью, и много писал о вопросах охраны природы. Он был одним из первых сторонников сохранения хищных птиц, а также считал изменение ландшафтов и разрушение среды обитания серьёзной проблемой существования видов.
Биогеография, описание закономерностей распространения животных и их причинный анализ, была одной из любимых областей изучения Аллена как для млекопитающих, так и для птиц. Одним из результатов его биогеографических исследований было сформулировано «Правило Аллена» — закономерность, согласно которой близкородственные теплокровные животные, ведущий сходный образ жизни, при более холодном климате должны иметь пропорционально более короткие выступающие части тела: уши, конечности, хвосты и т. д., а в случае птиц также менее крепкие клювы. Учёный объяснил это явление тем, что меньший размер частей способствует лучшему сохранению тепла.

## Таксоны, названные в честь Дж. А. Аллена
- Антилоповый заяц (лат. Lepus alleni)[42].

Комментарии
1. ↑  Маммалогия — то же, что и териология — раздел зоологии, изучающий млекопитающих.

Источники
1. ↑  Joel Asaph Allen // SNAC (англ.) — 2010.
2. ↑  Joel Asaph Allen // Who Named It? (англ.)
3. 1 2 3 4  The Biographical Dictionary of America (англ.) / R. Johnson — Boston: 1906.
4. ↑  Аллен, Джоэл Азаф на сайте Национальной академии наук США  (англ.)
5. ↑  Allen, 1916, pp. 1—2.
6. ↑  Allen, 1916, p. 3.
7. ↑  Allen, 1916, pp. 3—4.
8. ↑  Chapman, 1922, p. 5.
9. ↑  Davis, 2005, p. 30.
10. ↑  Allen, 1916, pp. 5—6.
11. ↑  Davis, 2005, p. 31.
12. ↑  Allen, 1916, p. 8.
13. 1 2  Barrow, 1998, p. 25.
14. 1 2  Davis, 2005, p. 32.
15. 1 2  Allen, 1916, pp. 8—11.
16. ↑  Allen, 1916, pp. 11—18.
17. 1 2 3  Davis, 2005, p. 33.
18. ↑  Allen, 1916, pp. 18—20.
19. 1 2  Allen, 1916, p. 20.
20. ↑  Allen, 1916, pp. 20—27.
21. 1 2  Allen, 1916, p. 27.
22. 1 2  Chapman, 1922, pp. 8—9.
23. ↑  Allen, 1916, pp. 29—31.
24. ↑  Allen, 1916, p. 32.
25. ↑  Allen, 1916, p. 33.
26. ↑  Allen, J. A. (Joel Asaph), 1838-1921 (англ.). Американский музей естественной истории. Дата обращения: 15 февраля 2025. Архивировано 10 декабря 2024 года.
27. 1 2  Allen, 1916, p. 36.
28. ↑  Allen, 1916, pp. 34—35.
29. 1 2 3  Davis, 2005, p. 37.
30. ↑  Allen, 1916, pp. 33—36.
31. ↑  Rader & Cain, 2014, pp. 43—44.
32. ↑  Allen, 1916, p. 37.
33. 1 2  Chapman, 1922, p. 10.
34. ↑  Allen, 1916, p. 38—39.
35. ↑  Davis, 2005, p. 34.
36. ↑  Allen, 1916, pp. 39—41.
37. ↑  Davis, 2005, pp. 34—35.
38. ↑  Chapman, 1922, pp. 10—11.
39. ↑  Davis, 2005, pp. 37—38.
40. ↑  Allen, 1877.
41. ↑  Davis, 2005, p. 38.
42. ↑  Best T. L., Henry T. H., Lepus alleni // Mammalian species. No 424, The American Society of Mammologists, 1993. p. 1-8. Дата обращения: 16 сентября 2014. Архивировано из оригинала 16 сентября 2014 года.